# Ladislav Guderna
Ladislav Guderna (1. června 1921 Nitra – 6. října 1999 Vancouver) byl slovenský malíř a ilustrátor.

## Život

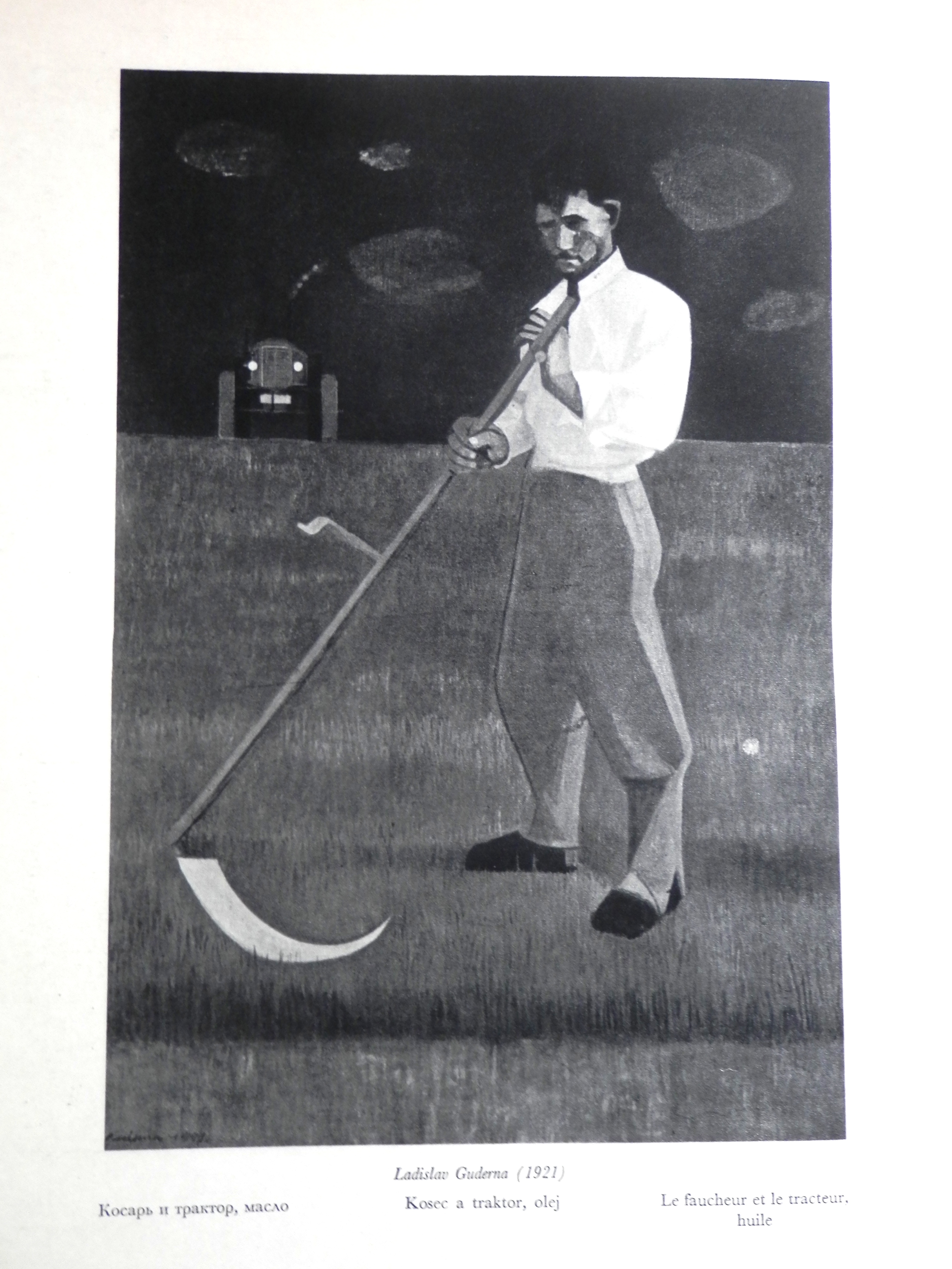
Obraz Ladislava Guderny.

Studoval na bratislavské škole uměleckých řemesel, kde ho vedl Ľudovít Fulla a následně u profesora Jána Mudrocha na Slovenské vysoké škole technické v Bratislavě. Poté ještě pokračoval na bělehradské Akademii výtvarných umění.
V roce 1945 patřil mezi spoluzakladatele Skupiny výtvarných umělců 29. srpna (v originále Skupina výtvarnych umelcov 29. augusta). Dále se řadil mezi členy Spolku výtvarných umělců Mánes a mezi roky 1939 a 1947 surrealistické skupiny. Ve své tvorbě se zabýval vedle malby též užité grafice. Jeho výtvory otiskovaly mezi jinými časopisy Roháč a Šibeničky. Guderna patřil mezi redaktory periodika Umělecký měsíčník (v originále Umelecký mesačník), což byl první výtvarný časopis na území Slovenska. Tvořil také poštovní známky.
Roku 1968 emigroval do Kanady a usadil se v Torontu později se ale přestěhoval do Vancouveru. Stal se členem surrealistické skupiny Melmoth a vydával surrealistickou revui nazvanou Scarabeus.